# Hoody
Cet article possède un paronyme, voir Hoodie.
Ne doit pas être confondu avec Oudi.
Kim Hyun-Jung (hangeul: 김현정), née le 10 février 1990, plus connue par son nom de scène Hoody (hangeul: 후디), est une auteur-compositeur-interprète sud-coréenne. Elle fait partie du crew hip-hop underground entièrement féminin Amourette (AMRT), qui se compose de KittiB, Nieah et SERI. Depuis 2015, Hoody est signée sous AOMG, un label dirigé par Jay Park et Simon D. Elle a été la première artiste féminine de l'agence. Elle était à l'AOMG Follow The Movement Tour 2016 à Séoul, Busan et Daegu, et également à l'AOMG Follow The Movement Tour 2017 à Séoul,,.

## Discographie

### Extended plays
| Titre     | Détails sur l'album                                                                                    |
| --------- | --- |
| On and On | - Langue: Coréen - Date de sortie: 16 décembre 2016 - Label: AOMG, CJ E&M - Format: CD, téléchargement |

### Mixtapes
| Titre | Détails sur l'album | 1st R&B Mixtape (By Myself) | - Langue: Coréen - Date de sortie: janvier 2013 - Format: Soundcloud |

### Singles
| Titre                                         | Année |
| --------------------------------------------- | ----- |
| "My Ride"                                     | 2013  |
| "Baby Oh Baby"                                | 2014  |
| "Baby Oh Baby Remix" (ft. Cokejazz et 이다흰) | 2014  |
| "Let Em Know"                                 | 2015  |
| "Blue Horizon" (feat. Cokejazz)               | 2015  |
| "Like You"                                    | 2016  |

### En featuring
| Titre                               | Artiste(s)                    | Année | Album                     |
| ----------------------------------- | ----------------------------- | ----- | ------------------------- |
| "Lust"                              | Briks (ft. Hoody)             | 2014  | single digital            |
| "요즘 세대 연애방식"                | Kirin (ft. Boi B et Hoody)    | 2014  | 사랑과 행복               |
| "Jam"                               | Kirin (ft. Qim Isle et Hoody) | 2014  | 사랑과 행복               |
| "Solo"                              | Jay Park (ft. Hoody)          | 2015  | single digital            |
| "Want Me Girl"                      | WEKEYZ (ft. Kirin et Hoody)   | 2015  | single digital            |
| "F.W.B (Friends with Benefits)"     | ELO (ft. Hoody)               | 2016  | 8 Femmes                  |
| "You Always (넌 언제나)"            | Simon D (ft. Hoody, Gray)     | 2016  | Two Yoo Project Sugar Man |
| "Always On My Grind"                | AOMG                          | 2016  | Follow The Movement Tour  |
| "Summer Night [Remix]"              | Gray (ft. Hoody)              | 2016  | single digital            |
| "All I Wanna Do" (version coréenne) | Jay Park (ft. Hoody et Loco)  | 2016  | Everything You Wanted     |
| "Me Like Yuh" (version coréenne)    | Jay Park (ft. Hoody)          | 2016  | Everything You Wanted     |
| "DA DA DA"                          | Loco (ft. Hoody)              | 2017  | Bleached                  |
| "Brown"                             | Sumin (ft. Hoody)             | 2017  | Sparkling                 |
| "말하자면"                          | Jinbo (ft. Crush et Hoody)    | 2017  | KRNB2 Part 1              |
| "Tequila"                           | G.Soul (ft. Hoody)            | 2017  | single digital            |
| "NOAH"                              | (feat. Jay Park, Hoody)       | 2018  | TRAVEL: NOAH              |